# Hampus Ekstrand
Hampus Ekstrand, född 28 oktober 2003 i Falköping, är en svensk volleybollspelare (spiker) som spelar i landslaget.
Ekstrands moderklubb är Falköpings VK. Efter spel i Elitserien i volleyboll för herrar med dels Floby VK, dels riksidrottsgymnasielaget RIG Falköping spelar han sedan 2022 för det italienska proffslaget Prisma Taranto Volley.